# El ataque de los Supermonstruos
El ataque de los supermonstruos, también conocida como El ataque de los Super Monstruos y Dinosaur War Izenborg (恐竜大戦争アイゼンボーグ, Kyōryū Daisensō Aizenbōgu) era una serie japonesa estrenada el 17 de octubre de 1977 que combinaba dibujos animados e imagen real tokusatsu. 

## Historia
La serie fue una coproducción entre los estudios Tsuburaya Productions y la compañía de animación Studio Deen. Esta serie no era un producto original, ya que en 1976 se rodó otra serie del mismo género, Dinosaur Exploration Party Born Free (恐竜探検隊ボーンフリー, Kyōryū Tanken Tai Bōnfurī), que sin embargo no llegó a cosechar el mismo éxito que "Izenborg". De esta última se rodaron en total 39 episodios. 

## Argumento
La premisa original narra la supervivencia de los dinosaurios en la Tierra tras su supuesta extinción hace miles de años. Durante este tiempo estas especies han vivido ocultas en el subsuelo y han evolucionado mentalmente hasta el punto de poseer capacidad de habla y control sobre otras especies consideradas por ellos menores, especialmente mamíferos. El emperador Ululu, un tiranosaurio Rex, cree llegado el momento de volver a gobernar el planeta como ocurriera tiempo atrás. Para impedirlo, la ONU crea en Japón un equipo de especialistas al mando del profesor Torii que se encargará de hacerles frente, dotados de vehículos de combate denominados "Izen" y equipados con la más alta tecnología. Los líderes del equipo son los hermanos cyborgs Zen y Ai Tachibana, que pueden unir sus cuerpos durante un breve período para crear un nuevo ser llamado "Izenborg" y los otros dos miembros son los prestigiosos biólogos Kurosawa y Kamihara.

## Ficha técnica
- Supervisor general: Noboru Tsuburaya (hijo de Eiji Tsuburaya).
- Directores de episodios: 
  - Kanji Ōtsuka
  - Kazuho Mitsuda
  - Jun Ōki
  - Shūhei Tōshō
  - Kiyoto Fukazawa
  - Mushō Kikuda
- Diseñadores de personajes:
  - Haruyuki Kawashima
  - Mushō Kikuda
- Diseñador mecánico: Ryū Noguchi.
- Música: Toshiaki Tsushima.
  - Canciones: "Tatakae! Izenborg" (¡Combate, Izenborg!) y "Chikai no Kyōdai" (Juramento de hermanos)
    - Letras: Akira Takagi.
    - Cantante: "Sunny Singers" y el coro "Nishiroku Go Boys & Girls Chorus"

## Ficha artística
Reparto de doblaje original: 
- Zen Tachibana: Kyōnosuke Kami
- Ai Tachibana: Keiko Mari
- Ippei Kurosawa: Shingō Kanemoto
- Gorō Kamihara: Junpei Takiguchi
- Profesor Torii: Tetsuo Mizutori
- Emperador Ululu: Junpei Takiguchi

- Narrador: Katsuji Mori

Junpei Takaguchi dobla dos personajes fijos en la serie.

## La serie en España
La serie como tal no se emitió en su momento en España. La primera versión conocida es un remontaje para vídeo de 4 episodios de la serie, realizado en 1983 en EE. UU. con el título de "Attack of the Super Monsters". En esta versión algunas escenas fueron suprimidas, ciertos diálogos cambiados, la banda sonora alterada y los nombres de los personajes también sufrieron un proceso de americanización. La traducción y el título en español partieron de esta versión y por tanto conservaron la identificación y nombres americanizados. 
Ficha de doblaje original español: 
- Zen Tachibana (Jim Starbuck): Juan Lombardero
- Ai Tachibana (Jem Starbuck): Delia Luna
- Ippei Kurosawa (Jerry Fordham): Juan Carlos Ordóñez
- Gorō Kamihara (Wally Singer): Francisco Arenzana
- Profesor Torii (Prof. John Karmedy): Ricardo Tundidor
- Emperador Ululu (Emperador Tirano): Estanis González

- Narrador: Víctor Agramunt

En papeles episódicos se puede oír a David Rocha, Pedro Sempson y Ramón Langa en uno de sus primeros doblajes.

## Manga
Gracias al éxito de la serie de animación se realizaron dos versiones en manga, dibujados por Yūji Hosoi y Minoru Tonozuka, que se publicaron respectivamente en las revistas "Shōgaku 1 Nensei" y "Shōgaku 2 Nensei" de la editorial Shōgakukan a partir de noviembre de 1977, a las pocas semanas de su primera emisión televisiva.